# Sjernarøyane

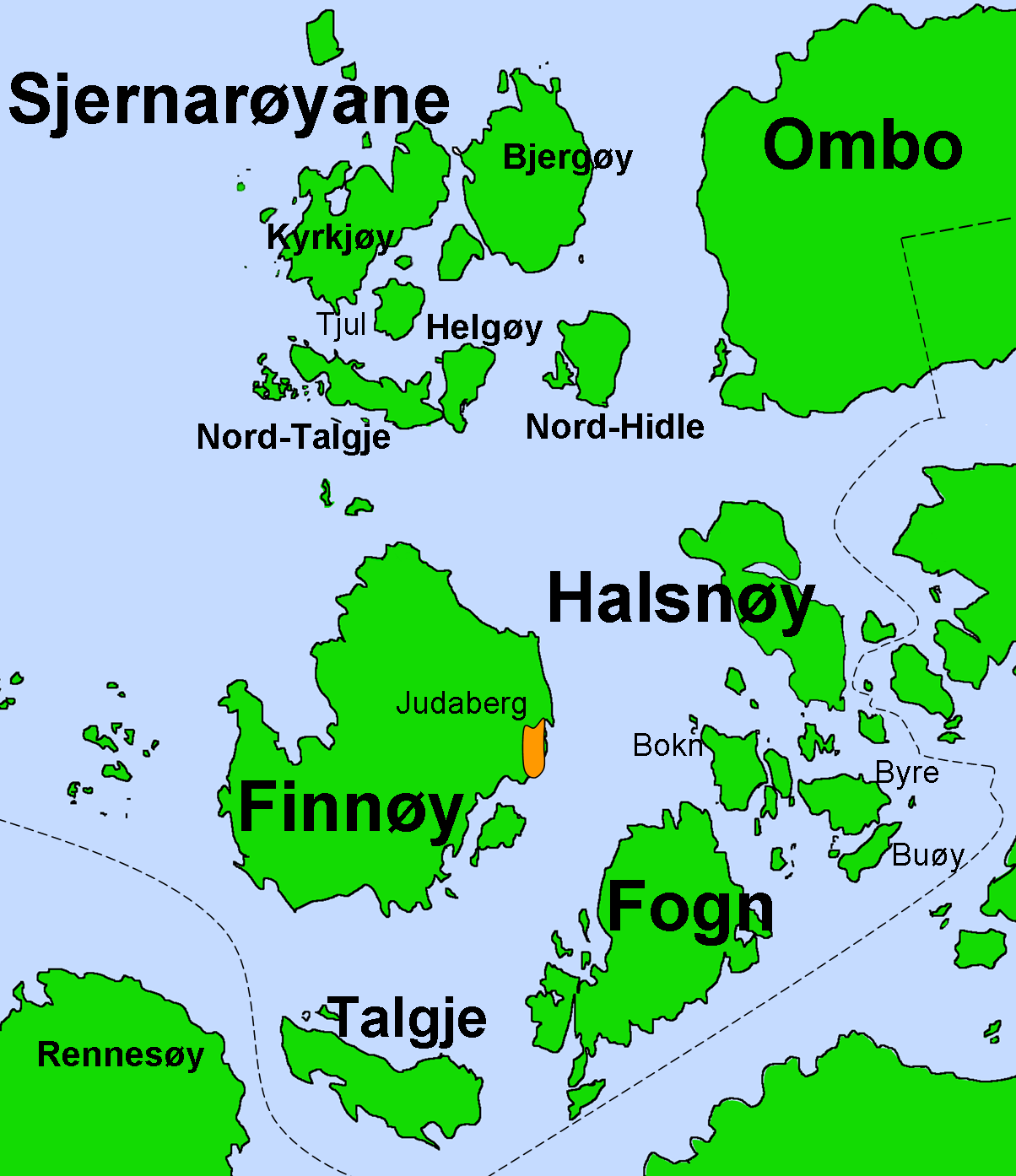
Der Archipel der Sjernaøyane

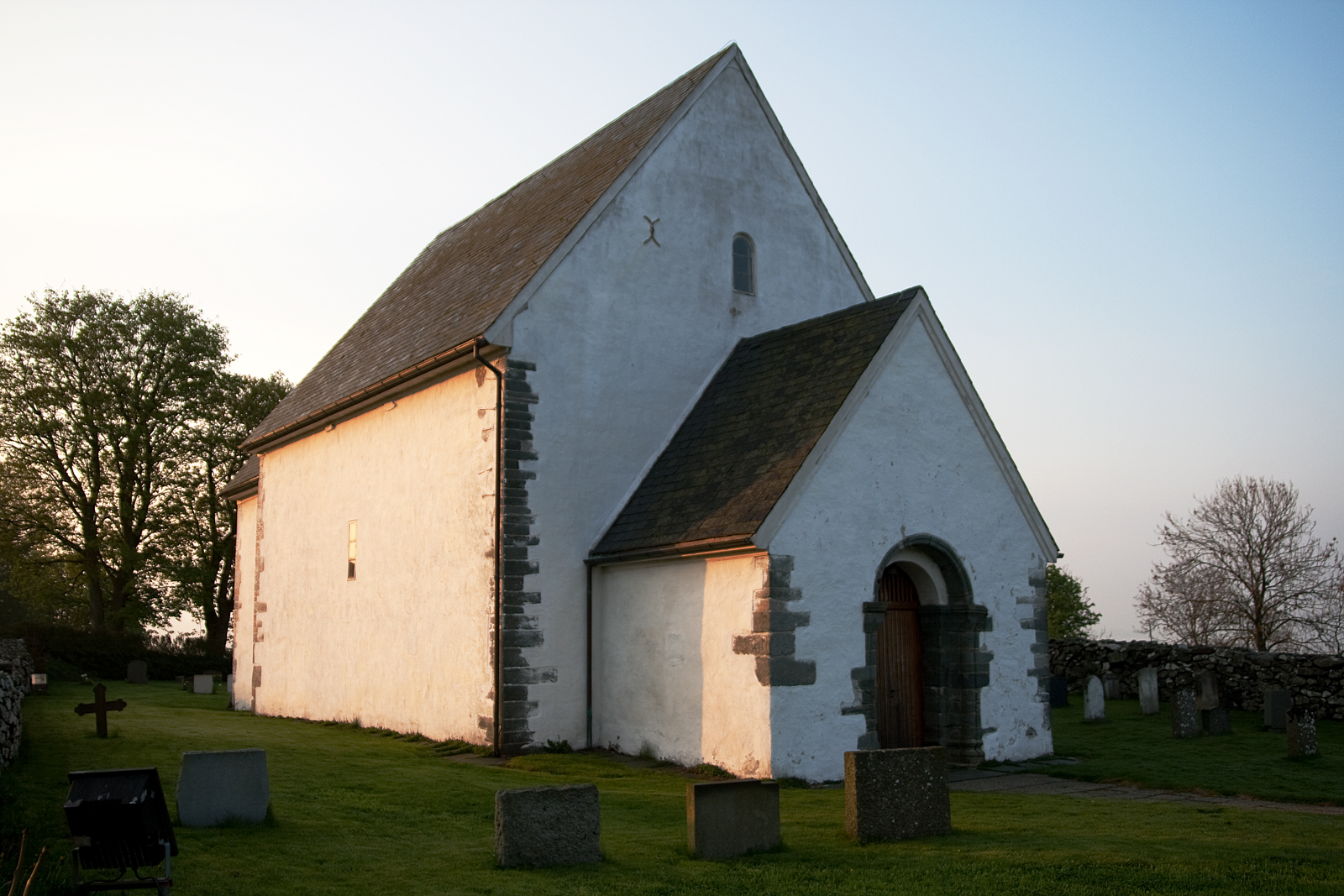
Talgje kyrkje

Die Sjernarøyane (auch „Fisterøyane“ genannt) sind eine Inselgruppe westlich der Insel Ombo in Südnorwegen. Sie gehörten zur Gemeinde Stavanger in der Provinz Rogaland. Die Inseln Aubø, Bjergøy, Helgøy, Kyrkjøy, Nord-Hidle, Nord-Talgje und Tjul bildeten zwischen 1868 und 1965 die Kommune Sjernarøy.
Der Name kommt vom altnordischen Wort „Sjǫrn“, was die Zahl sieben bedeutet, da der Archipel historisch gesehen sieben bewohnte Inseln hatte. Heute bezeichnen die Sjernarøyane die Gruppe der vielen kleinen und größeren Inseln. Zu den bewohnten Inseln gehören heute Kyrkjøy, Bjergøy, Eriksholmen, Tjul, Nord-Hidle, Aubø, Helgøy und Nord-Talgje. Zu den unbewohnten Inseln gehören Hestholmen, Finnborg, Lundarøynå, Norheimsøynå, Norheimslamholmen, Staup, Fiskholmane sowie viele andere kleinere Inseln.
Auf Bjergøy (Berginsel) und bei Judaberg auf Finnøy wurden frühe Wohnplätze gefunden.
Auf der nur 1,5 km² großen Insel Nord-Hidle fand man drei Menhire. Zwei der phallischen Steine aus der Bronzezeit stehen im Archäologischen Museum Stavanger von Stavanger, der dritte steht noch auf Nord-Hidle. Er sollte während der deutschen Besatzungszeit abgebaut und nach Deutschland transportiert werden, wurde jedoch von Bauern mit Mist bedeckt und so dem Abbau entzogen. Der Menhir ist mit Anweisungen zum Zusammenleben von Mann und Frau beschriftet und wird bei einer erotischen Inselführung erläutert.
Auf Nord-Talgje steht die aus Granitgneis erbaute Talgje-Kirche. Die Ecken dieser weiß getünchten Steinkirche sind aus behauenem Speckstein. Als Baudatum wird die Zeit zwischen 1130 und 1150 vermutet. Die Kirche besitzt ein rechteckiges Schiff und einen viereckigen Chor mit gemauerter Wölbung.

## Persönlichkeiten

### Söhne und Töchter
- Alfred Hauge (1915–1986), Schriftsteller
- Berge Furre (1937–2016), Theologe, Historiker und Politiker
- Anders Høyvik Hidle, Gitarrist bei Tristania